# Коуто Перейра (стадион)
«Коуто Перейра» — стадион в бразильском городе Куритиба. Домашний для ФК «Коритиба».

## История
В 1927 году президент клуба майор Антониу Коуто Перейра приобрел участок площадью 36 300 м², заплатив за него сто миллионов бразильских реалов. Между покупкой земельного участка, на котором также разместилась штаб-квартира клуба в районе Альто-да-Глория, и строительством стадиона прошло почти пять лет.
Первоначально стадион был назван в честь Белфорта Дуарте, потому что советники «Коритиба» не пришли к соглашению по поводу названия стадиона. Имя Белфорт Дуарте было выбрано президентом Коуто Перейрой и просуществовало 45 лет.
Освещение стадиона было открыто в 1942 году, когда Коритиба обыграл Аваи со счетом 4:2.
28 февраля 1977 года Генеральная ассамблея переименовала стадион в «Майор Антонио Коуто Перейра» после смерти бывшего президента клуба.
В 1988 году вокруг поля был построен ров, чтобы предотвратить выход болельщиков на поле и придать стадиону более современный вид. Параллельно были построены кабинки, что уменьшило вместимость стадиона, но сделало его более комфортным.
Первый матч был сыгран 20 ноября 1932 года, когда «Коритиба» обыграла «Америку» со счетом 4:2. Первый гол на стадионе забил Гильдо из «Коритибы».
Рекорд посещаемости футбольного матча на стадионе в настоящее время составляет 80 000 человек, установленный 18 августа 1998 года, когда «Коритиба» обыграл «Сан-Паулу» со счетом 2:1.